# Dutch International 2013
Die Dutch International 2013 im Badminton fanden vom 18. bis zum 21. April 2013 in Wateringen statt. Es war die 14. Austragung der Titelkämpfe.

## Austragungsort
- Velohal, Noordweg 26

## Sieger und Platzierte
| Disziplin    | Gold                               | Silber                          | Bronze                                       |
| ------------ | ---------------------------------- | ------------------------------- | -------------------------------------------- |
| Herreneinzel | Viktor Axelsen                     | Eric Pang                       | Ville Lång                                   |
| Herreneinzel | Viktor Axelsen                     | Eric Pang                       | Flemming Quach                               |
| Dameneinzel  | Beatriz Corrales                   | Karin Schnaase                  | Chloe Magee                                  |
| Dameneinzel  | Beatriz Corrales                   | Karin Schnaase                  | Sabrina Jaquet                               |
| Herrendoppel | Łukasz Moreń Wojciech Szkudlarczyk | Chris Coles Matthew Nottingham  | Christopher Rusdianto Tri Kusuma Wardana     |
| Herrendoppel | Łukasz Moreń Wojciech Szkudlarczyk | Chris Coles Matthew Nottingham  | Gaëtan Mittelheisser Mathias Quéré           |
| Damendoppel  | Rie Eto Yu Wakita                  | Imogen Bankier Petya Nedelcheva | Eefje Muskens Selena Piek                    |
| Damendoppel  | Rie Eto Yu Wakita                  | Imogen Bankier Petya Nedelcheva | Keshya Nurvita Hanadia Devi Tika Permatasari |
| Mixed        | Michael Fuchs Birgit Michels       | Sam Magee Chloe Magee           | Jelle Maas Iris Tabeling                     |
| Mixed        | Michael Fuchs Birgit Michels       | Sam Magee Chloe Magee           | Baptiste Carême Lorraine Baumann             |